# Arctopus
- Commons
- Wikispecies

Arctopus é um género botânico pertencente à família Apiaceae.

## Classificação do gênero
| Sistema | Classificação                   | Referência |
| ------- | ------------------------------- | ---------- |
| Linné   | Classe Polygamia, ordem Dioecia | [ 1 ]      |